# Munna fabricii
Munna fabricii är en kräftdjursart som beskrevs av Henrik Nikolai Krøyer 1846. Munna fabricii ingår i släktet Munna och familjen Munnidae. Arten är reproducerande i Sverige. Inga underarter finns listade i Catalogue of Life.